# Rynowo (Łobez)
Rynowo (deutsch Rienow) ist ein Dorf in der polnischen Woiwodschaft Westpommern. Es gehört zur Gmina Łobez (Stadt- und Landgemeinde Labes) im  Powiat Łobeski (Labser  Kreis).

## Geographische Lage
Das Dorf liegt in Hinterpommern, an der Below oder alten Rega, die nicht weit davon entspringt, etwa 27 Kilometer südöstlich der Stadt Resko (Regenwalde), zehn Kilometer nordöstlich der Stadt Łobez (Labes) und fünf Kilometer ostsüdöstlich des Dorfs Grabowo (Grabow).

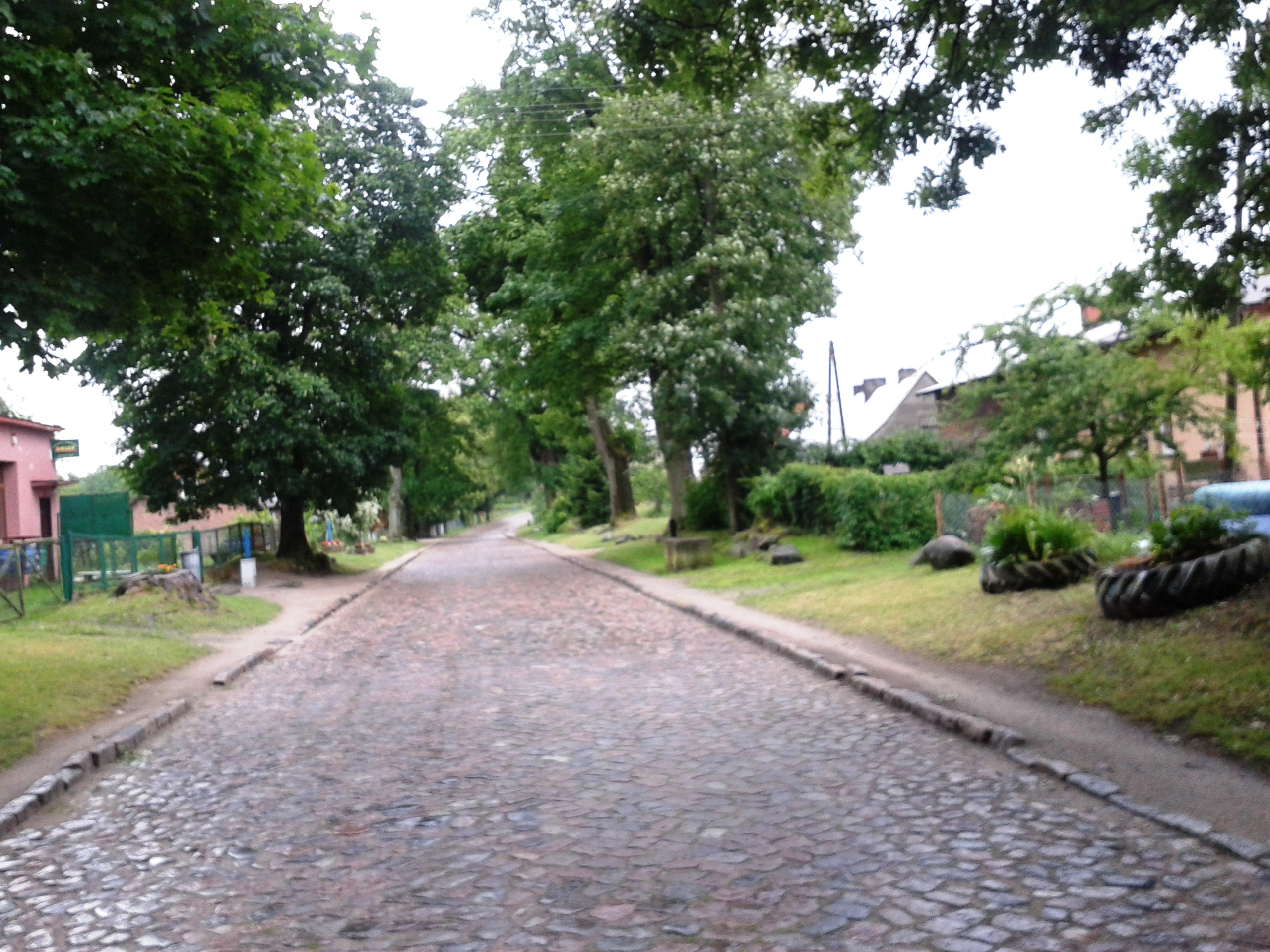
Dorfstraße (2014)

## Geschichte
Rienow war ehemals ein altes pommersches Lehen der in Hinterpommern alteingeborenen Familie Borcke, das 1621 Vivienz von Borck für 10.000 Gulden dem Ernst Budden überließ. Nachdem die Erben des Letzteren es eine Zeitlang besessen hatten, fanden etliche Besitzerwechsel statt, bis es Ernst Christian von Borck 1743 einlöste und es seinem unmündigen Sohn hinterließ. Nachdem weitere Besitzerwechsel stattgefunden hatten und sich das Gut 1828 im Besitz von Carl-Franz von Hartwig befunden hatte, kam das Gut an die Borkonen zurück und befand sich 1832 im Besitz von Otto von Borck. Besitzer des 3600 Morgen großen Lehen-Ritterguts Rienow war um 1854 Eugen von Borcke. 1872 übernahm das Gut Paul von Borcke (1840–1893), der es seinem einzigen Sohn, Steffen von Borcke (* 13. Dezember 1878 in Rienow; † 13. November 1914 im Lazarett Stenay an Typhus), hinterließ.

Ruine des ehemaligen Gutshauses Rienow
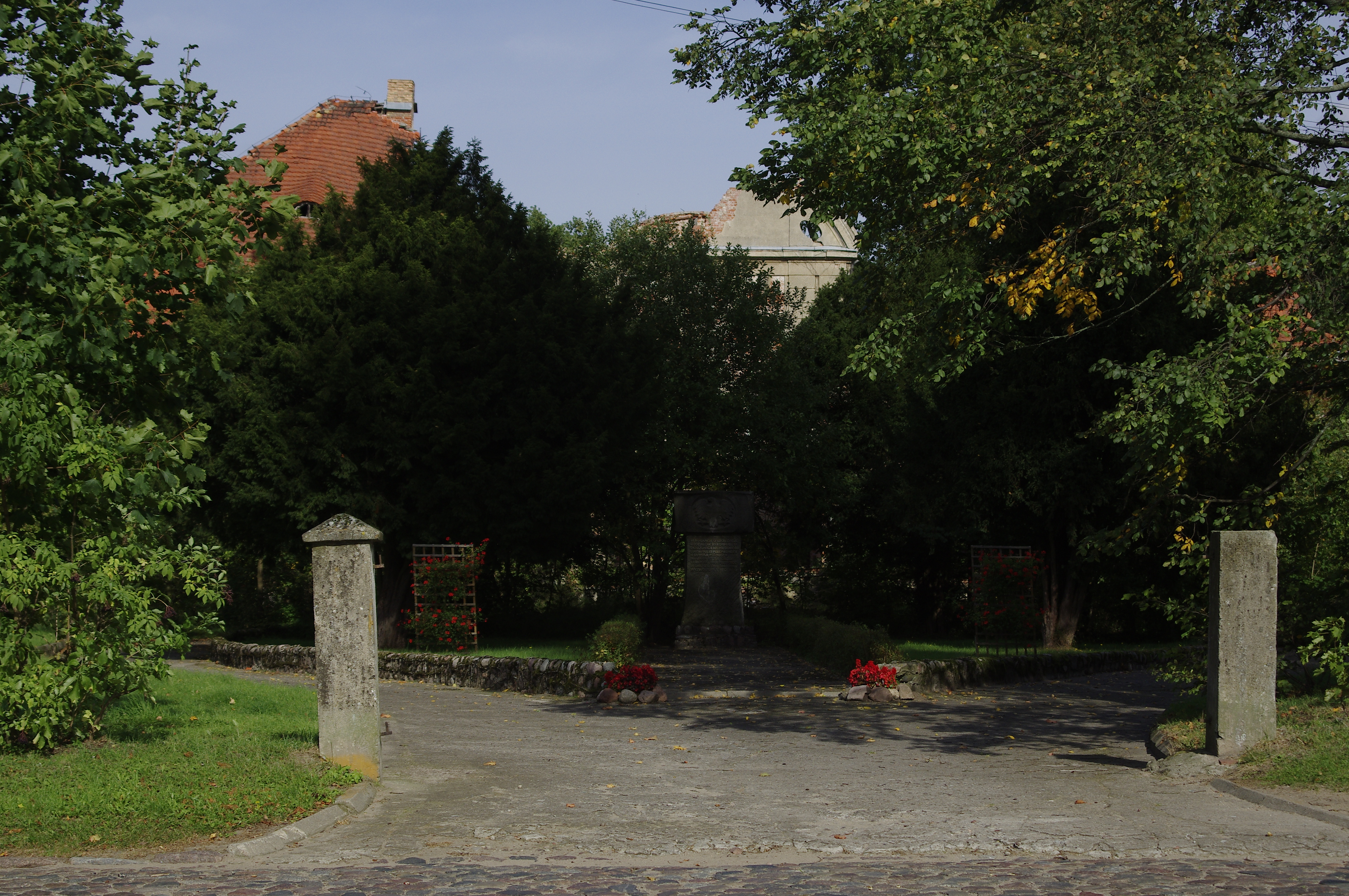
September 2012
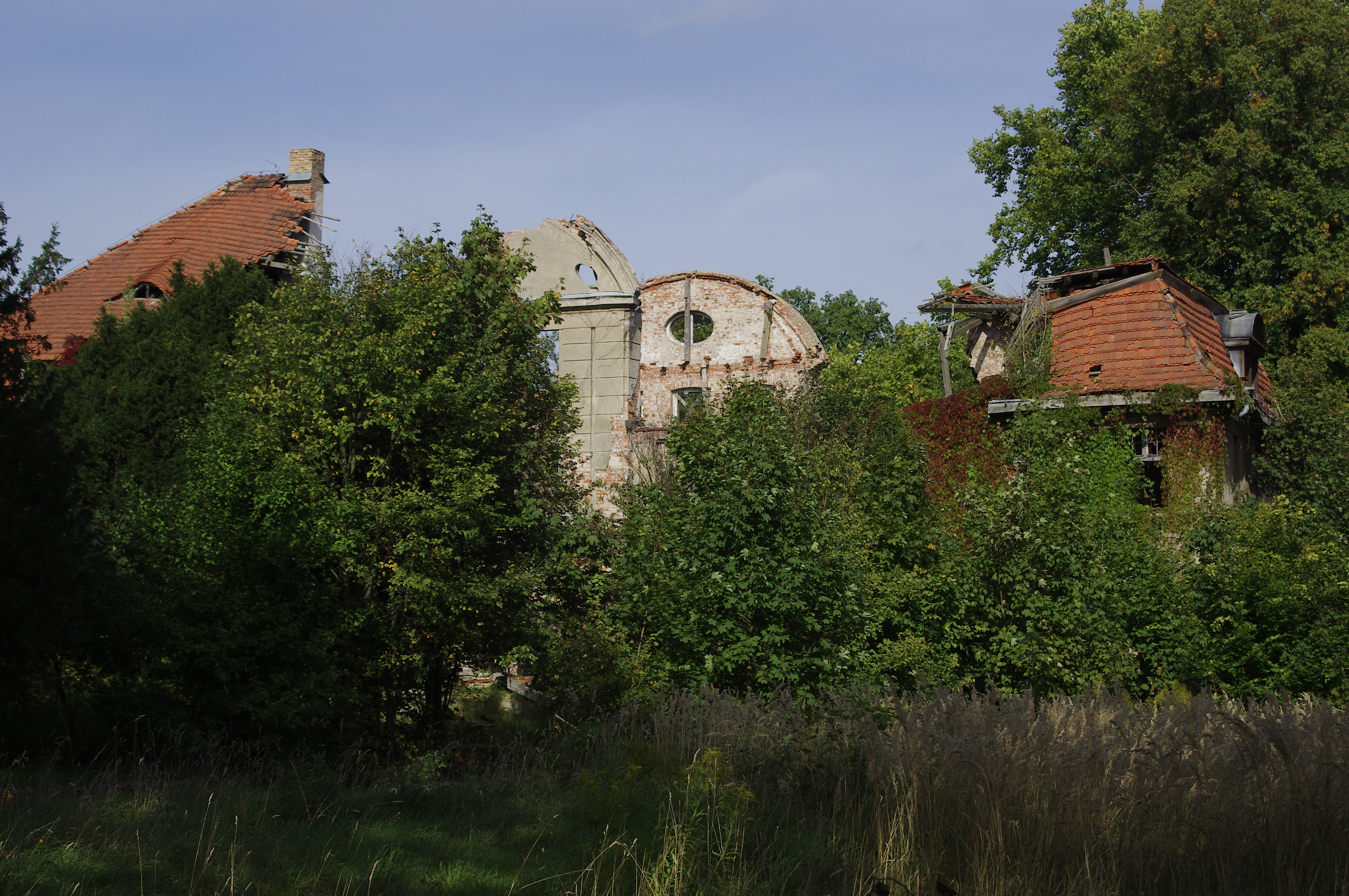
September 2012
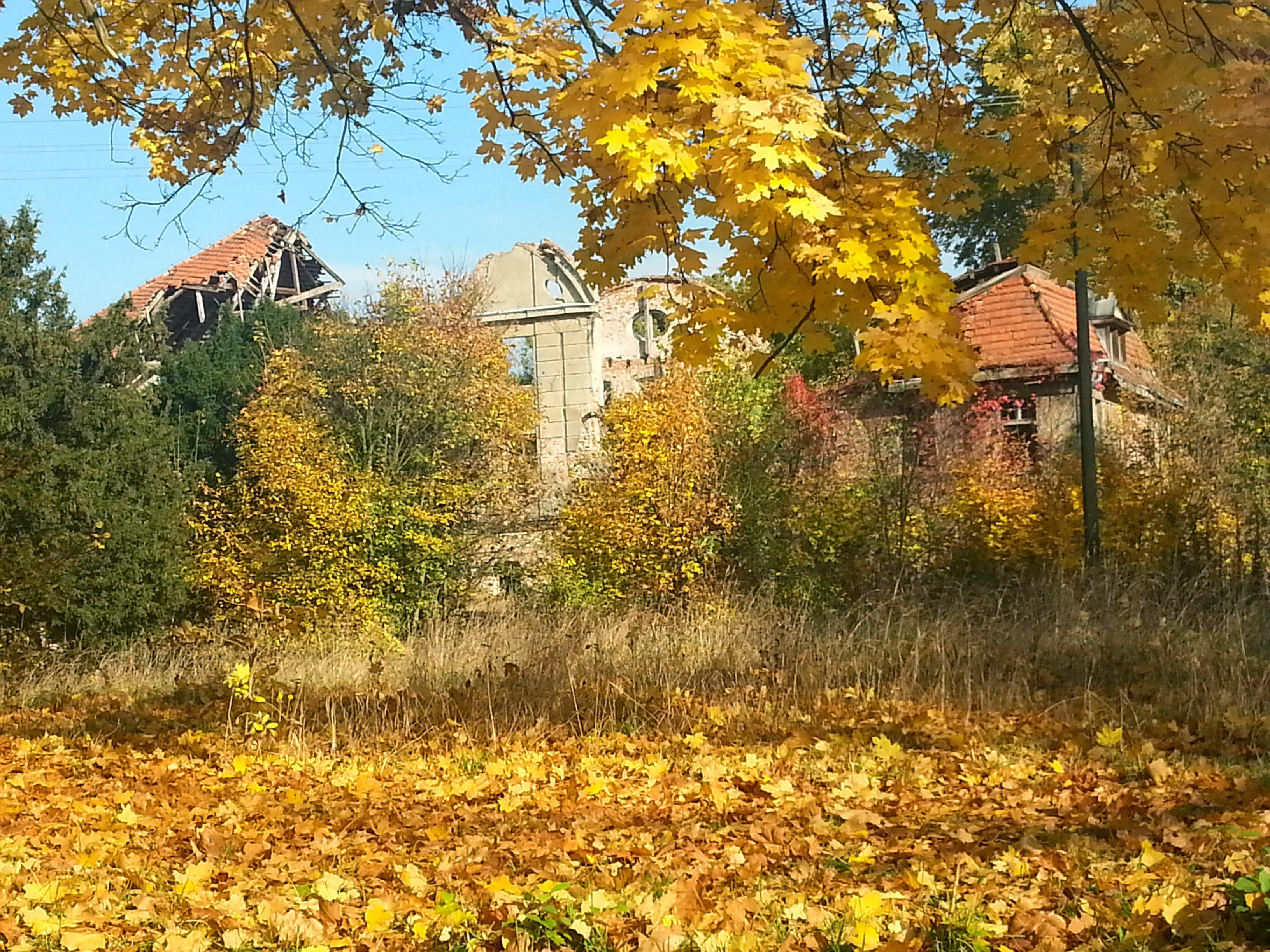
Oktober 2013

1884 war der Gutsbezirk Rienow 882 Hektar groß.
Am 1. April 1927 hatte das Gut Rienow eine Fläche von 919 Hektar, und am 16. Juni 1925 hatte der Gutsbezirk 247 Einwohner.
Die Gemarkung der Landgemeinde Rienow hatte um 1930 eine Fläche von 10,9 km². Im Gemeindegebiet standen insgesamt 32 bewohnte Wohnhäuser an vier verschiedenen Wohnstätten:
1. Friedeberg
2. Kolonie Rienow
3. Philippsthal
4. Rienow

Im Jahr 1945 gehörte das Dorf Rienow zum Kreis Regenwalde im Regierungsbezirk Köslin der preußischen Provinz Pommern des Deutschen Reichs. Rienow war dem Amtsbezirk Grabow zugeordnet.
Gegen Ende des Zweiten Weltkriegs wurde die Region im Frühjahr 1945 von der Roten Armee besetzt. Nach Beendigung der Kampfhandlungen wurde Rienow zusammen mit ganz Hinterpommern seitens der sowjetischen Besatzungsmacht der Volksrepublik Polen zur Verwaltung überlassen. Danach begann die Zuwanderung von Polen. Das Dorf Rienow wurde unter der polonisierten Ortsbezeichnung ‚Rynowo‘ verwaltet. In der Folgezeit wurde die einheimische Bevölkerung von der polnischen Administration aus Rienow und dem Kreisgebiet vertrieben.

### Demographie
| Jahr | Einwohner | Anmerkungen |
| ---- | --------- | --- |
| 1782 | –         | adliges Gut mit einem herrschaftlichen Ackerwerk, einer Filialkirche von Wurow und zehn Feuerstellen (Haushaltungen) |
| 1818 | 73        | Dorf, adlige Besitzung                                                                                               |
| 1825 | 87        | Dorf mit den Vorwerken Friedeberg und Philippsthal                                                                   |
| 1852 | 230       | Dorf |
| 1864 | 286       | am 3. Dezember, im Gemeindebezirk und Gutsbezirk zusammen                                                            |
| 1867 | 293       | am 3. Dezember, davon 63 im Dorf und 230 im Gutsbezirk                                                               |
| 1871 | 314       | am 1. Dezember, davon 81 im Dorf (sämtlich Evangelische) und 233 im Gutsbezirk (sämtlich Evangelische)               |
| 1885 | 324       | am 1. Dezember, davon 82 im Dorf (sämtlich Evangelische) und 242 im Gutsbezirk (sämtlich Evangelische)               |
| 1910 | 340       | am 1. Dezember, davon 62 im Dorf und 278 im Gutsbezirk                                                               |
| 1925 | 341       | darunter 340 Evangelische und ein Katholik                                                                           |
| 1933 | 290       | [ 17 ] |
| 1939 | 301       | [ 17 ] |

## Persönlichkeiten
- Paul von Borcke (1840–1893), Besitzer des Ritterguts Rienow (seit 1872) und Parlamentarier, verstarb hier